# トム・プライス (俳優)
トム・プライス（Tom Price、1980年7月12日 - ）は、イギリスの俳優。

## 出演作品

### 映画
- パイレーツ・ロック

### テレビドラマ
- マジで君に恋してる
- 最後はキミを好きになる!
- トーチウッド　人類不滅の日（アンディ・デヴィッドソン）
- 秘密情報部トーチウッド（アンディ・デヴィッドソン）